# Pseudocyclosorus falcilobus
Pseudocyclosorus falcilobus är en kärrbräkenväxtart som först beskrevs av William Jackson Hooker, och fick sitt nu gällande namn av Ren-Chang Ching. Pseudocyclosorus falcilobus ingår i släktet Pseudocyclosorus och familjen Thelypteridaceae. Inga underarter finns listade.